# Хондемир
Гияс ад-Дин Хондеми́р (перс. غیاث‌الدین خواندمیر‎; 1475, Герат — около 1535, Гуджарат) — персидский историк, внук и ученик историка Мирхонда, служил при дворах Тимуридов, затем Сефевидов и наконец Великих Моголов.

## Биография

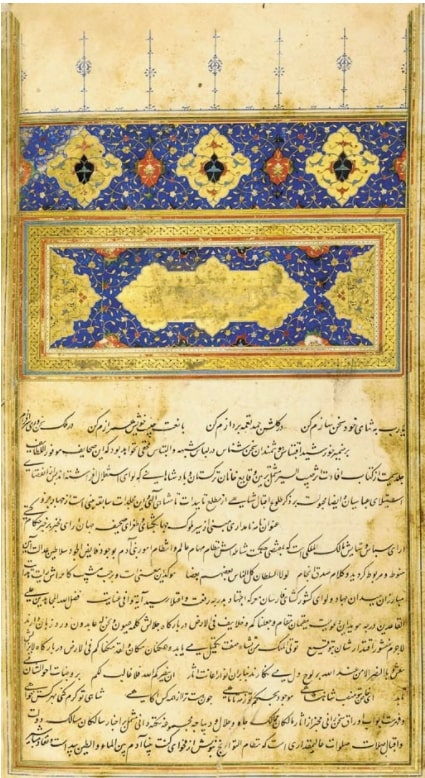
«Хабиб-ус-сияр»

Внук историка Мирхонда, по смерти которого в 1498 году обработал и закончил седьмой том его всеобщей истории «Раузат ус-сафа» («Сад чистоты») и географическое к ней добавление, пользуясь, как и дед, покровительством министра тимуридского султана Хусейн-и-Байкара и просвещенного мецената той эпохи Алишер Навои и его обширным собранием рукописей исторических сочинений.
Написал свою всеобщую историю «Хабиб-ус-сияр», за три года (1521—1524), посвятив её своему покровителю, правителю Герата ходже Хабибуллаху, по имени которого и названа история. По приглашению султана Бабура, одного из тимуридов, Хондемир прибыл в 1527/28 году к его двору в Агру, по предложению его преемника Хумаюнa составил сборник правил и узаконений Хумаюна и описание возведенных им зданий под заглавием «Хумаюн-намэ» (1533/34).
Книга «Хабиб ас-сийар» (Друг жизнеописаний) многократно издавалась в Иране, последнее 4-томное издание вышло в Тегеране в 1954 г.

### Список произведений
- Друг биографий = Хабиб ус-сияр.
  - Завоевание Хорасана Шейбани-ханом. Участие туркмен в борьбе узбеков и иранцев за Хорасан // Материалы по истории туркмен и Туркмении / Под ред. В. В. Струве и др.. — М.-Л.: Изд-во АН СССР, 1938. — Т. II. XVI—XIX вв. Иранские, бухарские и хивинские источники. — С. 39—52. — 700 с.
  - Миргалеев И. М. Отрывок из 3 тома «Хабиб ас-сияр» – «Друг биографий» // Материалы по истории войн Золотой Орды с империей Тимура. — Казань: Институт истории АН РТ, 2007. — С. 42—55. — 108 с. — 500 экз. — ISBN 978-5-94981-084-2.
- Суть традиций = Халасат ал-ахбар.
  - История монголов: От древнейших времён до Тамерлана / Пер. В. В. Григорьева. — СПб.: В Тип. К. Крайя, 1834. — XII, 159 с.
  - Миргалеев И. М. Отрывок из «Халасат ал-ахбар» – «Суть традиций» // Материалы по истории войн Золотой Орды с империей Тимура. — Казань: Институт истории АН РТ, 2007. — С. 39—42. — 108 с. — 500 экз. — ISBN 978-5-94981-084-2.